# Avialeasing
Avialeasing is een Oezbeekse luchtvrachtmaatschappij met haar thuisbasis in Tasjkent.

## Geschiedenis
Avialeasing is opgericht in 1992 als een joint venture tussen de Verenigde Staten en Oezbekistan.

## Diensten
Avialeasing voert lijnvluchten uit naar:(zomer 2007)
- Almaty, Bisjkek, Kabul, Tasjkent.

## Vloot
De vloot van Avialeasing bestaat uit:(mrt.2007)
- 1 Antonov AN-12V
- 3 Antobov AN-26B